# 波士頓鎮區 (阿肯色州富蘭克林縣)
波士頓鎮區（英語：Boston Township）是位於美國阿肯色州富蘭克林縣的一個行政鎮區。

## 地方資料
波士頓鎮區的面積為81.46平方千米，當中陸地面積為81.44平方千米，而水域面積為0.02平方千米。根據2010年美國人口普查的數據，當地共有人口376人，而人口密度為每平方千米4.62人。